# Septoria lupulina
Espèce
Septoria lupulina est une espèce de champignons ascomycètes de la famille des Mycosphaerellaceae. C'est un champignon phytopathogène dont l'hôte est le houblon (Humulus lupulus) chez lequel l'infection se manifeste par des taches foliaires.